# Anthotroche
Anthotroche ist eine im südwestlichen Western Australia endemische Pflanzengattung aus der Familie der Nachtschattengewächse (Solanaceae). Sie besteht aus nur drei Arten.

## Beschreibung

### Vegetative Merkmale
Die Anthotroche-Arten sind 1,5 bis 2,5 m hohe Sträucher, die mit einer dichten Behaarung aus drüsigen und nichtdrüsigen Trichomen besetzt sind. Die Laubblätter sind mit 5 bis 20 mm langen Blattstielen gestielt, die Blattspreiten sind eiförmig, kreisförmig, elliptisch oder umgekehrt eiförmig bis eng umgekehrt-eiförmig elliptisch. Sie haben eine Länge von 7 bis 35 mm und eine Breite von 5 bis 16 mm.

### Blüten
Die Blüten stehen einzeln oder in Büscheln aus zwei bis sechs Blüten, daraus entstehen gelegentlich mit Blättern versehene Scheinähren. Die Blütenstiele sind meist nicht vorhanden oder nicht zu erkennen, nur gelegentlich werden bis zu 15 mm lange Stiele gebildet. Der radiärsymmetrische Kelch ist 3 bis 9 mm lang, die fünf Kelchlappen sind meist länger als der verwachsene Teil des Kelches. Die ebenfalls radiärsymmetrische Krone ist glocken- bis radförmig und 6 bis 13 mm lang, ihre Kronlappen sind kurz und breit und auf der Oberseite dicht behaart. 
Die fünf Staubblätter sind gleichgestaltig, über die Krone hinausstehend oder nicht. Die Staubbeutel bestehen aus nur einer Theka, diese ist halbmondförmig oder nierenförmig, 0,8 bis 1 mm lang. Die Staubfäden sind gelegentlich nach innen gebogen und etwa viermal so lang wie die Staubbeutel. An ihrem unteren Ansatzpunkt sind sie verdickt und dicht behaart.

### Früchte und Samen
Die Früchte sind eiförmige bis elliptische oder nahezu kugelförmige, 3 bis 8 mm lange Kapseln, die scheidewand-fachspaltig aufspringen und vier Kammern besitzen. Die Samen sind 2,3 bis 3,3 mm lang, das Embryo ist gerade, kurz und dick.

### Weitere Eigenschaften
Die Basischromosomenzahl beträgt {\displaystyle n=9}. Die Pflanzen enthalten hauptsächlich die Alkaloide Hyoscyamin oder Norhyoscyamin sowie Apoatropin und Scopolamin. In den Arten Anthotroche walcottii und Anthotroche myoporoides wurden zudem kleine Mengen eines Alkaloids namens Aponoratropin nachgewiesen, was der erste Nachweis dieses Stoffes in der Natur war.

## Vorkommen
Die Gattung wächst endemisch in einem Gebiet, welches die trockenen Binnengebiete des südwestlichen Western Australia umfasst und sich teilweise bis an die Westküste erstreckt.

## Systematik
Die Gattung besteht nur aus drei Arten:
- Anthotroche myoporoides C. Gardener
- Anthotroche pannosa Endl.
- Anthotroche walcottii F. Muell.

Die Typusart ist Anthotroche pannosa.